# Archidiocèse de Camerino-San Severino Marche
L'archidiocèse de Camerino-San Severino Marche (en latin : Archidioecesis Camerinensis-Sancti Severini in Piceno ; en italien : Arcidiocesi di Camerino-San Severino Marche) est un archidiocèse de l'Église catholique en Italie, suffragant de l'archidiocèse de Fermo et appartenant à la région ecclésiastique des Marches.

## Territoire
L'archidiocèse est réparti dans 2 provinces distinctes : la plus grande partie est dans la province de Macerata dont l'autre fraction est dans l'archidiocèse de Fermo et les diocèses de Macerata-Tolentino-Recanati-Cingoli-Treia et de Fabriano-Matelica ; une partie est dans la province d'Ancône dont l'autre partie est dans l'archidiocèse d'Ancône-Osimo et dans les diocèses de Jesi, Senigallia, Fabriano-Matelica et la prélature de Lorette. Son territoire est d'une superficie de 1 603 km2 divisé en 95 paroisses regroupées en 6 archidiaconés. L'archevêché est à Camerino où se trouve la cathédrale de l'Annonciation ainsi que la basilique mineure de saint Venance et le couvent des clarisses où se vénère le corps de sainte Camille Baptiste de Varano. La cathédrale saint Augustin de San Severino Marche est cocathédrale depuis la fusion des juridictions ecclésiastiques de Camerino et San Severino Marche.

## Histoire
L'archidiocèse actuel est né le 30 septembre 1986 de l'union des deux anciens sièges épiscopaux de Camerino et San Severino.

### Archidiocèse de Camerino
La fondation du diocèse de Camerino est traditionnellement attribuée au IIIe siècle liée à la mémoire du saint martyr Venance (it) dont la vie inclut le nom de l'évêque camerinois, Leonzio, dont l'existence est douteuse. Le diocèse n’est historiquement documenté qu’avec l’évêque Geronzio qui participe au concile de Rome (it) organisé par le pape Hilaire en 465. Pour combler le fossé entre le présumé Leonzio et Geronzio, la tradition locale inclut une série de quinze noms d'évêques qu'Ughelli et Gams excluent dans leurs études et que Cappelletti considère sans fondement.
Après la destruction provoquée par les Goths et les Lombards au VIe siècle, les papes confient aux évêques de Camerino les communautés chrétiennes clairsemées d'anciennes municipalités romaines et de sièges épiscopaux éteints, notamment Septempeda (maintenant SanSeverino Marche), Tolentino, Urbs Salvia (it), Pollentia, Treia, Plestia (de) et Cingoli. Au cours du premier millénaire, les évêques exercent leur juridiction épiscopale sur un vaste territoire. Une douzaine d'évêques de cette époque sont connus par leur participation aux conciles tenus à Rome par les pontifes. Parmi ceux-ci, saint Ansovino di Camerino, conseiller de l'empereur Louis II le Jeune, qui prend part au concile romain de 861.
De nombreuses abbayes et monastères bénédictins prospèrent au Moyen Âge, parmi lesquels San Salvatore Rivuli sacri, San Michele infra Hostia, Sant'Elena prope flumen Aesinum (it), Santa Maria in Campo, San Salvatore in valle castri, San Flaviano de Rambona.
À partir du XIVe siècle, le démembrement du vaste territoire diocésain commence. En 1320, Camerino perd une partie de son territoire au profit de l'érection du diocèse de Macerata. Le 10 décembre 1586, il cède une autre partie du territoire au profit de l'érection du diocèse de Tolentino ; la même année, au mois de novembre, une partie de la région de Camerino est cédée en raison de l'érection du diocèse de San Severino. Camerino compense en récupérant des paroisses du diocèse de Spolète. En 1597, Mgr Gentile Dolfino fonde le séminaire diocésain.
Le 15 novembre 1728, Camerino perd une autre partie du territoire pour l'érection du diocèse de Fabriano, qui est par la même occasion unit aeque principaliter au diocèse de Camerino. Le 8 juillet 1785, une autre cession territoriale aboutit à la naissance du diocèse de Matelica ; c'est à cette occasion que cesse l'union aeque principaliter avec Fabriano. Pour dédommager Camerino de ces nouvelles pertes territoriales, le pape Pie VI l'élève au rang d'archidiocèse par la bulle Quemadmodum apostolica du 17 décembre 1787, confirmant son exemption. Le 8 février 1817, Camerino cède de nouveau une partie de son territoire au profit de l'érection du diocèse de Treia, confié à l'administration perpétuelle des archevêques de Camerino jusqu'en 1913.
Nicola Mattei Baldini (1817-1842) est l'un des premiers archevêques. Il consacre la cathédrale reconstruite après le tremblement de terre de 1799, célèbre un synode diocésain et accueille le pape Grégoire XVI lors d'une visite à Camerino en 1841. La deuxième partie du XIXe siècle est marquée par l'épiscopat de Felicissimo Salvini, le plus long de l'histoire du diocèse, avec 46 ans de gouvernement de 1847 à 1893.
Le 8 janvier 1950, par la lettre apostolique Camertes quorum, le pape Pie XII proclame la Vierge Marie  in Via comme principale patronne de la ville et de l'archidiocèse.

### Diocèse de San Severino
Septempeda, l'antique San Severino Marche, est attestée en tant que diocèse uniquement par la Vita sanctorum Severini et Victorini, composée entre le VIIe  et le  IXe siècle ; cette biographie parle de l'évêque Severin, considéré comme le protoévêque du diocèse de Septempeda, qui donne ensuite son nom à la ville actuelle. Selon Ughelli, Severin a vécu aux environs de 540 et assiste à la destruction de Septempeda par les Goths ou les Lombards ; Lanzoni (it), au contraire, avance l'hypothèse que Severin de Settempeda peut être identifié à l'évêque présent au concile de Sardique vers 343-344. Cette vie est l'unique attestation de l'existence de l'ancienneté du diocèse de San Severino, inconnue de toutes les sources antiques et dont les évêques ne participent à aucun concile ou synode de l'époque.
Le diocèse de San Severino est érigé par le pape Sixte V par la bulle Superna dispositione du 26 novembre 1586 en prenant une partie du territoire du diocèse de Camerino. À l'origine, il est immédiatement soumis au Saint-Siège avec l'église saint Severin (it) comme cathédrale ; en 1589, il intègre la province ecclésiastique de l'archidiocèse de Fermo. Un séminaire est déjà créé à San Severino en 1566 par Mgr Berardo Bongiovanni, évêque de Camerino, avant même la naissance du diocèse.
En 1827, la cathédrale est transférée à l'église Saint Augustin et consacrée solennellement par l'évêque Giacomo Rangiaschi le 29 juin. Parmi les évêques de San Severino, on peut citer Angelo Antonio Anselmi (1792-1816), exilé à Côme de 1808 à 1813 pour avoir refusé de prêter serment au gouvernement de Napoléon Ier ; Giacomo Ranghiasci (1816-1838), restaurateur du diocèse dévasté par l'ère napoléonienne ; Francesco Mazzuoli (1847-1889), qui dirige l'Église avec beaucoup de sagesse et de courage pendant la période du Risorgimento ; Giosuè Bicchi (1893-1913); Vincenzo Migliorelli (1927-1930), qui n'ont pas l'approbation du gouvernement fasciste.
Le 4 novembre 1913, les évêques de San Severino obtiennent le diocèse de Treia en administration ad nutum Sanctae Sedis, déjà administré par les archevêques de Camerino ; le 20 février 1920, avec la bulle Boni Pastoris du pape Benoît XV, l'administration apostolique devient perpétuelle et dure jusqu'en 1966. Au moment de l'union avec Camerino, le diocèse de San Severino comprend les municipalités de San Severino Marche et Poggio San Vicino et la frazione de Frontale de la municipalité d'Apiro.

### Archidiocèse de Camerino-San Severino Marche
Après la démission de Mgr Ferdinando Longinotti en 1966, le diocèse de San Severino Marche reste vacant et confié aux archevêques de Camerino jusqu'au 21 juin 1979, quand Bruno Frattegiani, archevêque de Camerino est également nommé évêque de San Severino Marche unissant les deux sièges in persona episcopi.
À la suite de la réorganisation territoriale des diocèses des Marches mise en œuvre le 19 mars 1984 par le décret Conferentia Episcopalis Picena de la congrégation pour les évêques, Camerino cède cinq paroisses au diocèse de Cingoli situées sur le territoire municipal de Cingoli et six paroisses au diocèse de Fabriano situé sur le territoire des municipalités de Genga et de Sassoferrato ; dans le même temps, Camerino acquiert les paroisses de la région des Marches appartenant aux diocèses d'Ombrie, à savoir sept paroisses des municipalités de Sefro, Serravalle di Chienti et Fiuminata du diocèse de Nocera Umbra-Gualdo Tadino et 23 paroisses des municipalités de Visso, Castelsantangelo sul Nera et Ussita du diocèse de Norcia.
Le 30 septembre 1986, par le décret Instantibus votis de la même congrégation pour les évêques, l'union plénière des deux diocèses est établie et la nouvelle circonscription ecclésiastique prend son nom actuel.
Le musée diocésain est créé en 1965 par le professeur Giacomo Boccanera, créateur et premier directeur du musée, qui rouvre officiellement ses portes en 2004 après le séisme de 1997. Le musée contient des œuvres d'artistes locaux des XIVe et XVIIIe siècles dont Giovanni Angelo d'Antonio, Giovanni Boccati, Girolamo di Giovanni, Ansovino di Vanni, Luca Signorelli, Girolamo Sparapane, Lazzaro Baldi, Giuseppe Chiari et Francesco Trevisani.En 1987, la surintendance des archives d'Ancône déclare les archives archiépiscopales d'un intérêt historique considérable ; elles sont ouvertes au public après une réorganisation minutieuse et un catalogage papier et numérique précis.
La bibliothèque du séminaire est fondée par le chancelier Letterio Turchi en 1819. La partie la plus ancienne du fonds comprend un codex du XIVe siècle, 26 parchemins, 4 incunables, 158 éditions du XVIe siècle, 16 manuscrits, et de nombreux livres précieux des XVIe et XVIIe siècles.

## Sources
- (en) Catholic-Hierarchy

- (it) Cet article est partiellement ou en totalité issu de l’article de Wikipédia en italien intitulé « Arcidiocesi di Camerino-San Severino Marche » (voir la liste des auteurs).

### Articles liés
- Liste des diocèses et archidiocèses d'Italie
- Église catholique en Italie